# ズルハヤト・イスマイル
ズルハヤト・イスマイル（中国語:祖力亚提·司马义）は、中華人民共和国の政治家。1977年9月生まれ、女性、ウイグル族、新彊ウイグル自治区ウルムチ市出身。

現在、第20期中国共産党中央委員会候補委員、江蘇省生態環境庁党組書記。

## 経歴
1977年9月、新彊ウイグル自治区ウルムチ市で生まれる。
2008年、北京大学にて社会学博士号取得。
2010年1月から2012年11月，新彊大学にてマルクス主義理論研究員となり、その博士号を取得。
2014年6月から2016年1月、中国共産主義青年団中央委員会学校部中学処や大学処の副処長を務める。
その後、新疆大学の党委員会常務委員・副学長、新疆大学マルクス主義学院の党委員会副書記・院長を務める。2022年9月、カシュガル大学党委員会副書記・副校長を務める。
2022年10月に中国共産党第20期中央委員会候補委員に選出。
2023年3月に新彊ウイグル自治区教育庁庁長となる。
2024年10月に江蘇省生態環境庁党組書記となる。

## 参考資料
1. ↑  “（二十大受权发布）中国共产党第二十届中央委员会候补委员名单”. 新华网. 2022年10月22日時点のオリジナルよりアーカイブ。2022年10月22日閲覧。
2. ↑  “祖力亚提·司马义简历”. 新疆维吾尔自治区教育厅. 2023年5月14日時点のオリジナルよりアーカイブ。2023年5月14日閲覧。
3. ↑  高毅哲 (2022年10月16日). “祖力亚提·司马义：成千上万的毕业生在新疆找到人生大舞台”. 中国教育新闻网.  オリジナルの2023年6月4日時点におけるアーカイブ。 2024年3月1日閲覧。
4. ↑  “（二十大受权发布）中国共产党第二十届中央委员会候补委员名单”. 新华网. 2022年10月22日時点のオリジナルよりアーカイブ。2022年10月22日閲覧。
5. ↑  周倩 (2023年3月30日). “祖力亚提·司马义(女)任新疆维吾尔自治区教育厅厅长”. 新华网.  オリジナルの2024年3月1日時点におけるアーカイブ。 2024年3月1日閲覧。
6. ↑  “祖力亚提·司马义任江苏省生态环境厅党组书记”.   中国经济网 (2024年10月9日). 2024年10月9日閲覧。